# Ruda (ort i Tjeckien, Mellersta Böhmen)
Ruda är en ort i Tjeckien.   Den ligger i regionen Mellersta Böhmen, i den centrala delen av landet, 40 km väster om huvudstaden Prag. Ruda ligger 417 meter över havet och antalet invånare är 661.
Terrängen runt Ruda är platt, och sluttar söderut. Runt Ruda är det ganska glesbefolkat, med 27 invånare per kvadratkilometer. Närmaste större samhälle är Kladno, 16,2 km öster om Ruda. I omgivningarna runt Ruda växer i huvudsak blandskog.